# Jonathan Bowen
Jonathan P. Bowen FBCS FRSA (14 de março de 1956) é um cientista da computação britânico e professor emérito da London South Bank University, onde chefiou o Centro de Métodos Formais Aplicados. O professor Bowen também é presidente da Museophile Limited e professor de Ciência da Computação na Birmingham City University, professor visitante no Pratt Institute (cidade de Nova York), University of Westminster e King's College London, e um acadêmico visitante na University College London.

## Obras
- Bowen, J.P., editor, Towards Verified Systems. Elsevier Science, Real-Time Safety Critical Systems series, volume 2, 1994. ISBN 0-444-89901-4.
- Hinchey, M.G. and Bowen, J.P., editors, Applications of Formal Methods. Prentice Hall International Series in Computer Science, 1995. ISBN 0-13-366949-1.[1]
- Bowen, J.P., Formal Specification and Documentation using Z: A Case Study Approach. International Thomson Computer Press, International Thomson Publishing, 1996. ISBN 1-85032-230-9.[2]
- Bowen, J.P. and Hinchey, M.G., editors, High-Integrity System Specification and Design. Springer-Verlag, London, FACIT series, 1999. ISBN 3-540-76226-4.
- Hinchey, M.G. and Bowen, J.P., editors, Industrial-Strength Formal Methods in Practice. Springer-Verlag, London, FACIT series, 1999. ISBN 1-85233-640-4.
- Hierons, R., Bowen, J.P., and Harman, M., editors, Formal Methods and Testing. Springer-Verlag, LNCS, Volume 4949, 2008. ISBN 978-3-540-78916-1.
- Börger, E., Butler, M., Bowen, J.P., and Boca, P., editors, Abstract State Machines, B and Z. Springer-Verlag, LNCS, Volume 5238, 2008. ISBN 978-3-540-87602-1.
- Boca, P.P., Bowen, J.P., and Siddiqi, J.I., editors, Formal Methods: State of the Art and New Directions. Springer, 2010. ISBN 978-1-84882-735-6, e-ISBN 978-1-84882-736-3, doi:10.1007/978-1-84882-736-3.
- Bowen, J.P., Keene, S., and Ng, K., editors, Electronic Visualisation in Arts and Culture. Springer Series on Cultural Computing, Springer, 2013. ISBN 978-1-4471-5406-8.
- Copeland, J., Bowen, J.P., Sprevak, M., Wilson, R., et al., The Turing Guide. Oxford University Press, 2017. ISBN 978-0198747826 (hardcover), ISBN 978-0198747833 (paperback).[3]
- Hinchey, M.G., Bowen, J.P., Olderog, E.-R., editors, Provably Correct Systems. Springer International Publishing, NASA Monographs in Systems and Software Engineering series, 2017. ISBN 978-3-319-48627-7, doi:10.1007/978-3-319-48628-4.
- Giannini, T. and Bowen, J.P., editors, Museums and Digital Culture: New Perspectives and Research. Springer Series on Cultural Computing, Springer, 2019. ISBN 978-3-319-97456-9, e-ISBN 978-3-319-97457-6, doi:10.1007/978-3-319-97457-6.[4]